# Efter brylluppet
Efter brylluppet er en dansk-svensk dramafilm fra 2006 instrueret af Susanne Bier, der også har skrevet manuskriptet sammen med Anders Thomas Jensen. I hovedrollerne er Mads Mikkelsen og Sidse Babett Knudsen.
Filmen var i 2007 nomineret til en Oscar for bedste udenlandske film, men tabte til den tyske film De andres liv.
Filmen er genindspillet i en amerikansk udgave, After the Wedding, der blev udgivet i 2019 instrueret af Bart Freundlich og med Julianne Moore, Michelle Williams og Billy Crudup på rollelisten.

## Handling
Filmens hovedperson, Jacob (Mads Mikkelsen), der arbejder på et børnehjem i Indien, bliver inviteret til sin eks-kærestes datters bryllup hjemme i Danmark. Da han deltager i bryllupsfesten holder bruden Anna (Stine Fischer Christensen) en tale til sin mor (Sidse Babett Knudsen) og far (Rolf Lassgård), hvori hun fortæller hvor meget hun elsker dem, og at selvom hun fik at vide for et par år siden, at hendes far, Jørgen, ikke er hendes biologiske far, er han det for hende.
Da Jacob hører dette forstår han at han selv i virkeligheden er far til Anna, som imidlertid ikke er klar over dette. Annas Mor, Helene, undskylder over for Jacob, og fortæller ham at det ikke var meningen han skulle have det at vide dér.
Jacob og Helene fortæller sammen Anna sandheden; hun er først oprevet og vred, men vil dog snart efter gerne ses med Jacob og lære ham bedre at kende.
Imidlertid opsøger Jørgen, som er en velhavende forretningsmand, Jacob, og giver ham et tilbud om at donere en stor sum til det økonomisk truede børnehjem i Indien, som Jacob arbejder på. En betingelse for donationen er dog at Jacob skal blive i Danmark. Det vil Jacob nødigt, da han har et tæt faderligt bånd til børnehjemsdrengen Pramoud, som han har opfostret fra spæd.
Han kan heller ikke forstå hvad Jørgen skal bruge ham til i Danmark.
Her finder vi ud af, at Jørgen er hårdt ramt af kræft, og prøver at få Jacob til at blive i Danmark for at overtage hans egen plads i familien, som mand til Helene og far til Anna og parrets tvillingedrenge.
Jacob har næsten besluttet sig for at tage tilbage til Indien, da en sønderknust Anna dukker op på hans hotel, efter at have fundet sin nye ægtemand i seng med en anden. Han tilkalder Helene, og sammen trøster de datteren.
Dette får tilsyneladende Jacob til at ændre mening. Han ringer til Pramoud på børnehjemmet og spørger om han ikke kunne tænke sig at flytte med ham til Danmark, men Pramoud siger at han vil blive.
I mellemtiden kæmper Helene med at få Jørgen til at få noget behandling, men Jørgen siger at der ikke er noget at gøre. Jacob underskriver aftalen med Jørgen om pengene til børnehjemmet.
Den ellers stolte og fattede Jørgen har inden sit død et panisk anfald, hvor det går op for ham at han skal dø, og han græder hos Helene. Jacob tager tilbage til Indien for at sige farvel til Pramoud.

Ved Jørgens begravelse, kan en af tvillingerne ikke få lynet sin jakke, og Jacob sætter sig på hug og hjælper ham; et åbenlyst symbol på hans nye plads i familien.

## Medvirkende
- Mads Mikkelsen – Jacob
- Neeral Mulchandani – Pramoud
- Rolf Lassgård – Jørgen
- Sidse Babett Knudsen – Helene
- Stine Fischer Christensen – Anna
- Christian Tafdrup – Christian
- Ida Dwinger – Annette
- Niels Anders Thorn – præst
- Henning Jensen – mand, fødselsdag
- Troels II Munk – overtjener
- Claus Flygare – bryllupschauffør
- Neel Rønholt – Mille